# Heterosexualidad obligatoria

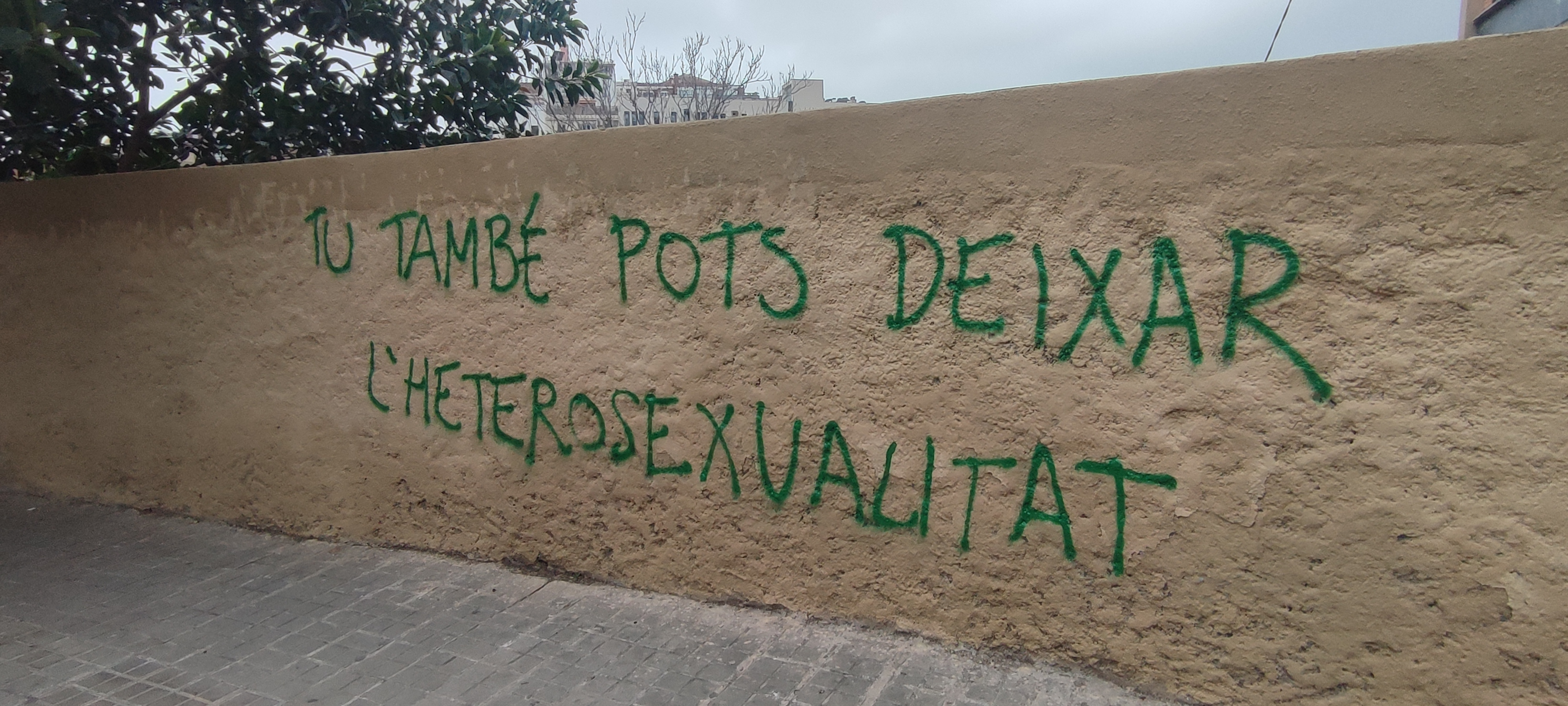
Grafiti en Vallcarca y los Penitentes (Barcelona) en 2022 contra la heterosexualidad obligatoria. Dice en catalán: «Tú también puedes dejar la heterosexualidad.»

La heterosexualidad obligatoria es la idea de que la heterosexualidad es asumida y forzada por una sociedad heteronormativa. Esto se refiere a la idea de que la gente puede adoptar la heterosexualidad independientemente de sus preferencias sexuales personales, de que la heterosexualidad es vista como la inclinación u obligación natural de ambos sexos. En consecuencia, cualquiera que difiera de la normalidad de la heterosexualidad se considera desviado o aborrecible.
Adrienne Rich popularizó dicho término en su ensayo de 1980 titulado Heterosexualidad obligatoria y existencia lésbica, en donde señala la incapacidad que tienen las feministas que creen que son heterosexuales de cuestionarse esta institución del patriarcado, la misma que hace que las mujeres estén forzadas a permanecer con los hombres por considerarlo su "naturaleza", una naturaleza sospechosamente servil al funcionamiento del patriarcado. El primer concepto de Rich de la heterosexualidad obligatoria solo incluía a las mujeres, pero revisiones de la idea han estudiado cómo la heterosexualidad obligatoria afecta al resto de la sociedad.

## Concepto y terminología
Adrienne Rich, quien acuñó el término "heterosexualidad obligatoria", argumenta que la heterosexualidad es una institución política que necesita ser reexaminada para que las mujeres escapen del patriarcado. Ella argumenta que gran parte de la literatura feminista todavía funciona bajo un paradigma obligatorio heterosexual, que es un problema para la liberación de las mujeres. Los artículos académicos que emergen de ciertos autores feministas no reconocen que las instituciones, como el matrimonio, que se consideran normales son, de hecho, las socializaciones que hemos internalizado y reproducido en la sociedad.
Algunas feministas han señalado que la crítica a la heterosexualidad y su relación con el patriarcado ha perdido parte de su carácter político a medida que se ha difundido el concepto "heteronormatividad". Con respecto a los aspectos políticos del término, la académica británica Stevi Jackson declaró: "De hecho, el concepto de Rich de 'heterosexualidad obligatoria' podría ser visto como un precursor de la 'heteronormatividad', y me gustaría preservar un legado a menudo descuidado del concepto anterior: esa heterosexualidad institucionalizada y normativa regula a quienes se mantienen dentro de sus límites así como margina y sanciona a aquellos que están fuera de ellos. El término 'heteronormatividad' no siempre ha captado esta regulación social de doble faz".
El concepto "heteronormatividad" fue popularizado por Michael Warner en su libro de 1991 Miedo de un planeta queer, y tiene sus orígenes en Rich y el sistema sexo/género de Gayle Rubín. De acuerdo con Warner, las teorías de la heteronormatividad enfatizan su atención en el género. Los individuos están expuestos a la heteronormatividad desde el nacimiento y, por lo tanto, aquellos que pertenecen a la minoría sexual deben explorar su comprensión de sí mismos en contraste con la sociedad. A menudo se supone que las personas son heterosexuales hasta que se demuestre lo contrario. En el estudio de Sandra Lipsitz, se propone probar que, en contraste con lo que se creía, las minorías sexuales tienen psicológicamente un mayor "desarrollo de identidad global". Junto con la polarización de los sexos viene la jerarquía. Se argumenta que la disolución de las barreras eliminaría el sexismo.

## Interseccionalidad con otras identidades minoritarias
Para comprender la complejidad de la heteronormatividad, varios académicos han señalado la importancia del impacto de esta construcción en los efectos diferenciales entre todas las poblaciones, incluidas las minorías. En "No más secretos, no más mentiras: Historia afroamericana y heterosexualidad obligatoria", Mattie Udora Richardson analiza las complejidades adicionales que enfrentan las mujeres negras en términos de la heterosexualidad obligatoria. Richardon señala que "cualquier divergencia de las normas sociales del matrimonio, la domesticidad y la familia nuclear ha traído serias acusaciones de salvajismo, patología y desviación sobre los negros". Ella argumenta que, al ser un grupo que ya está estigmatizado de múltiples maneras, las mujeres negras se enfrentan a presiones adicionales de ambas comunidades, la negra y la blanca, y hacia la heteronormatividad. Las divergencias de la heterosexualidad colocan a las mujeres negras en particular riesgo de daño físico o exilio social.

## En varones
Tolman, Spencer, Rosen-Reynoso y Porche (2003) encontraron que incluso los varones heterosexuales reportaron haber sido impactados negativamente por la heteronormatividad, al ser preparados para perseguir agresivamente a las mujeres y por las interacciones que la sociedad les permite tener con otros hombres. En otro artículo, titulado "En una posición diferente: conceptualizando el desarrollo de la sexualidad femenina dentro de la heterosexualidad obligatoria", Tolman usa el término "masculinidad hegemónica" para describir el conjunto de normas y comportamientos que dominan el desarrollo social de los hombres. Además, la masculinidad hegemónica refleja la construcción de Rich de la heterosexualidad obligatoria, al señalar las intuiciones sociales que demandan comportamientos específicos de los hombres. Ella dice: "Estas normas exigen que los hombres nieguen la mayoría de las emociones salvo la ira, que sean duros en todo momento y en todos sentidos, que participen en la objetivación de las mujeres y el sexo en sí, y que participen en el continuo de violencia contra las mujeres". La heterosexualidad obligatoria también afecta negativamente a los hombres homosexuales porque les enseña desde una edad temprana que la heterosexualidad es "normal" y, por lo tanto, cualquier cosa que se desvíe de eso es anormal. Debbie Epstein discute en su libro Sexualidades silenciadas en escuelas y universidades cómo los estándares heteronormativos y la heterosexualidad obligatoria llevan a los hombres jóvenes no solo a sentirse forzados a parecer heterosexuales, sino a ejercer violencia contra otros hombres si se desvían de las expectativas que pesan sobre ellos. Hellen Lenskyj también ha sugerido en su artículo "Combatir la homofobia en el deporte y la educación física" que la heterosexualidad se aplica en los hombres a través de la imitación y la violencia contra los que se desvían. A través de estas normas, a los hombres se les enseña desde una edad temprana que si no cumplen con las normas y los estándares heterosexuales, se ponen en riesgo de exclusión social y violencia física en su contra.